# Свеча (приток Юмы)
Свеча — река в России, протекает в Свечинском районе Кировской области. Устье реки находится в 54 км по правому берегу реки Юма. Длина реки составляет 16 км.
Исток реки расположен у деревни Казань в 8 км к северо-западу от посёлка Свеча. Течёт на юго-восток, протекает деревни Рыбаковщина и Шумихины, возле которых на реке плотина и запруда. Ниже протекает рядом с посёлком Свеча и селом Юма, здесь на реке сеть мелиоративных канав. Впадает в Юму ниже села Юма, перед устьем ширина реки составляет 7 метров.

## Данные водного реестра
По данным государственного водного реестра России относится к Камскому бассейновому округу, водохозяйственный участок реки — Вятка от города Котельнич до водомерного поста посёлка городского типа Аркуль, речной подбассейн реки — Вятка. Речной бассейн реки — Кама.
По данным геоинформационной системы водохозяйственного районирования территории РФ, подготовленной Федеральным агентством водных ресурсов:
- Код водного объекта в государственном водном реестре — 10010300412111100036597
- Код по гидрологической изученности (ГИ) — 111103659
- Код бассейна — 10.01.03.004
- Номер тома по ГИ — 11
- Выпуск по ГИ — 1